# Лоненка
Лоненка — река в России, протекает в Демянском районе Новгородской области. Устье реки находится в 3 км к северо-востоку от села Лычково в 43 км по правому берегу реки Полометь. Длина реки составляет 18 км.
Слева в Лоненку впадает приток Лапин, ниже, в 2 км от устья, по левому берегу реки впадает река Пустошка.
Деревня Лонна Лычковского сельского поселения находится в километре к северу от Лоненки.
Система водного объекта: Полометь → Пола → Ильмень → Волхов → Ладожское озеро → Нева → Балтийское море.

## Данные водного реестра
По данным государственного водного реестра России относится к Балтийскому бассейновому округу, водохозяйственный участок реки — Ловать и Пола, речной подбассейн реки — Волхов. Относится к речному бассейну реки Нева (включая бассейны рек Онежского и Ладожского озера).
Код объекта в государственном водном реестре — 01040200312102000022417.